# Justicia hunzikeri
Justicia hunzikeri är en akantusväxtart som beskrevs av Ariza Espinar. Justicia hunzikeri ingår i släktet Justicia och familjen akantusväxter. Inga underarter finns listade i Catalogue of Life.